# Marko Brecelj
Marko Brecelj [márko brécəlj], slovenski kantavtor, * 30. april 1951, Sarajevo, † 4. februar 2022, Izola

## Življenjepis
Brecelj je na Univerzi v Ljubljani neuspešno študiral geologijo in kasneje tehnično fiziko (tedaj FNT). Zatem je dobil status svobodnega umetnika in napisal eno svojih najbolj znanih skladb Alojz valček, ki ga je posvetil profesorju matematične fizike Alojzu Kodretu. 
Svojo glasbeno pot je sicer začel kot violinist v kvartetu Trije črnci in v ljubljanskem triu Krik. Kasneje je igranje violine opustil. Najprej je širšo publiko opozoril nase kot kantavtor in šansonjer z nastopom na Mladinskem festivalu v Subotici leta 1974, kjer je tudi prejel nagrado strokovne žirije. Istega leta  je v sodelovanju z aranžerjem Bojanom Adamičem izdal ploščo Cocktail. Plošča je bila nagrajena z nagrado »Sedem sekretarjev SKOJ-a«. Na albumu je bila predstavljena tudi pesem Hiškar Rogač, ki jo je posnel z nekaterimi člani skupine Sedem svetlobnih let. Z njimi je Marko ustanovil rock skupino Buldožer, kjer je deloval kot pisec večine besedil in pevec. Eden izmed vrhuncev skupine je bila tudi plošča Pljuni istini u oči. V okviru te vsejugoslovanske atrakcije je Brecelj postal eden vidnejših frontmanov, vokalistov in avtorjev na jugoslovanskem rockovskem prizorišču konca 70-ih let 20. stoletja.
V skupini je ostal do leta 1979 in z njo posnel dve plošči LP ter soundtrack za film Živi bili pa vidjeli, ki je tudi izšel v obliki mini LP-ja, na puljskem filmskem festivalu pa je dobil Zlato areno. Nato je skupino zapustil in se vrnil h kantavtorstvu ter ustvaril nekaj pesmi, ki so v alternativnih glasbenih krogih postale hiti (npr. Parada, Radojka, Sexy disco hit itd.). 
S pesnikom Ivanom Volaričem - Feom sta združila svojo kreativnost v Duu Zlatni zubi. Leta 1983 in 1984 je vodil bend Marjanov čudni zajec. Leta 1986 je nato zopet izdal kantavtorski album Desant na rt Dobre nade, konec 80-ih pa je svoje moči združil še s saksofonistom Primožem Šmitom in baskitaristom Alešem Joštom v projektu Javna vaja. Kot gost je sodeloval z različnimi glasbenimi skupinami (SRP, Strelnikoff itd.). Za njegovo delo je značilna ironija in kritika malomeščanske družbe.
Po letu 1981 je dolga leta vodil Mladinski, kulturni, socialni in multimedijski center (MKSMC) v Kopru, do njegove ukinitve oz. izselitve 2015, Društvo prijateljev zmernega napredka ter stranko Akacije. Kandidiral je na vseh volitvah za mesto koprskega župana in po izvolitvi Borisa Popoviča vsak dan njegovega mandata izvajal monumentalni performans, imenovan Kolenovanje pred mestno občino. Bil je neodvisni svetnik v mestnem svetu MO Koper (2003-07), večkrat je kandidiral na koprskih županskih volitvah in leta 2006 (so)ustanovil stranko Akacije. Izvedel je vrsto "mehkoterorističnih" akcij; ena od njih je vatentat, ko s pihalnikom izstreliš v nasprotnika košček vate (to je doletelo Dimitrija Rupla med predavanjem v Kopru). V svojem dolgem ustvarjalnem življenju zamenjal več identitet in se v slovenski javnosti prikazoval v različnih personifikacijah.
Leta 2019 je dobil Ježkovo nagrado, 2020 pa še Zlato piščal za življenjsko delo (za leto 2019). 

## Diskografija

### Kot samostojen izvajalec
- Cocktail (1974)
- Duša in jaz, Tri ženske od Marka Breclja (singl, 1974)
- Parada / Majmuni / Trotoari (singl, 1981)
- Samospevi (2015)

### S skupino Strelnikoff
- Hojladrija * Svinjarija * Diareja * Gonoreja (1994)

### S skupino Javna vaja
- Desant na Rt dobre nade (Helidon - 1987)
- Moje krave molznice (Helidon - 1991)

### V skupini Buldožer
- Pljuni istini u oči (1975)
- Zabranjeno plakatirati (1976)
- Živi bili pa vidjeli (1979)